# إيفدوكيا نوسال
إيفدوكيا إيفانوفا نوسال (بالروسية: Евдокия Ивановна Носаль، بالأوكرانية: Євдокія Іванівна Носаль؛ 14 مارس 1918 - 23 أبريل 1943) كانت مُلازماً صغيراً ونائبة قائد سرب في فوج القاذفات الليلي 588 (المُلقّب باسم «ساحرات الليل» من قبل الألمان) خلال الحرب العالمية الثانية. حصلت نوسال على لقب بطل الاتحاد السوفيتي بعد وفاتها في 24 مايو 1943، ما جعلها أول طيّارة تُكرم بهذا اللقب خلال الحرب.

## حياتها المدنية
وُلد نوسال في 13 مارس 1918 لعائلة فلاحين أوكرانية في قرية بورشاك في جمهورية أوكرانيا الشعبية والتي تمثل أوكرانيا حالياً. وعملت كمدرسة في ميكولايف قبل تخرجها في 1940 من نادي الطيران في خيرسون. بعد تخرجها من مدرسة الطيران عملت كمدربة طيران في نيكولاييف. قبل انضمامها إلى الجيش في أكتوبر 1941، قُتل ابنها حديث الولادة في قصف أحد المستشفيات.

## مسيرتها العسكرية
انضمت نوسال إلى الجيش في أكتوبر 1941 بمجرد أن بدأت مارينا راسكوفا في تجنيد النساء في أفواج الطيران النسائية المُشكلّة حديثاً. بعد الانتهاء من التدريب في مدرسة إنجلز للطيران العسكري، أُرسلّت إلى الجبهة الجنوبية مع فوج القاذفات الليلي 588، والذي كُرمّ لاحقاً بتسميته الحرس فأصبح فوج الحرس للقاذفات الليلية السادس والأربعين. بدأت كطيّارة عادية برتبة رقيب وسرعان ما ترقت إلى قائد رحلة ثم نائب قائد سرب. بهدف تحليق 1000 مهمة، لوحظّ طيرانها أكثر من أي طيار آخر وتطوعت للطيران في مهام خطرة.
بعد الإقلاع في منتصف الليل في 22 أبريل 1943 وقصف هدف، تتبعت مقاتلة ألمانية كان يقود الطائرة طراز بوليكاربوف بي أو-2 التي تُحلق نوسال بها وهوجمت بنيران كثيفة مضادة للطائرات وقصف. دخلت إحدى القذائف إلى قمرة القيادة في طائرة بي أو-2 وأصابت شظية نوسال في صُّدْغها، مما أدى إلى مقتلها على الفور. تمكنت ملاّحتها غلافيرا "إيرينا" كاشرينا من تولي السيطرة والهبوط بالطائرة بأمان في مطار الوجهة. بحلول وقت وفاتها، كانت قد نفذت 354 طلعة جوية على الرغم من وجودها في الجبهة لمدة أقل من عام. خلال فترة قتالها، أسقطّت 48 طناً من القنابل ودمرت قطاراً وثلاثة معابر بالإضافة إلى إحداث العديد من الحرائق والانفجارات.

## الأوسمة والتكريم
- بطل الاتحاد السوفيتي (24 مايو 1943)[7]
- وسام لينين (24 مايو 1943)[7]
- وسام الراية الحمراء (30 ديسمبر 1942)[8]
- وسام النجمة الحمراء (9 سبتمبر 1942)[9]

### المنشورات
- Cottam، Kazimiera (1998). Women in War and Resistance: Selected Biographies of Soviet Women Soldiers. Newburyport, MA: Focus Publishing/R. Pullins Co. ISBN:1-58510-160-5.
- Simonov، Andrey؛ Chudinova، Svetlana (2017). Женщины - Герои Советского Союза и России [Women - Heroes of the Soviet Union and Russia]. Moscow: Russian Knights Foundation, Museum of Technology V. Zadorozhny. ISBN:9785990960701. OCLC:1019634607.